# Sala (Romeinse stad)
Sala was een Romeinse stad in de Romeinse provincie Mauretania Tingitana, gelegen bij een buitenwijk van het huidige Rabat in Marokko. Tegenwoordig wordt de plaats aangeduid als Chella. Er zijn ruïnes aangetroffen uit de oudheid en de middeleeuwen. Het is de oudste nederzetting aan de rivierdelta van de Bou Regreg.
De nederzetting is vermoedelijk ontstaan door Feniciërs en Carthagers, die verschillende kolonies stichtten in Marokko. Later maakte de stad deel uit van het koninkrijk Mauretania.
Sala werd bij het Romeinse Rijk gevoegd in 44 na Chr., onder Claudius, toen het koninkrijk Mauretania als twee provincies (Mauretania Tingitana en Mauretania Caesariensis) werd geannexeerd. De stad stond bij de Romeinen bekend als Sala Colonia en werd algemeen als de laatste Romeinse post in Afrika gezien. Uit de Romeinse tijd zijn diverse Romeinse bouwwerken aangetroffen, waaronder de Decumanus Maximus, het forum en een triomfboog.
Na de val van het Romeinse Rijk geraakten vele steden in verval, zo ook Sala. In 1154 werd de stad verlaten ten gunste van het nabijgelegen Salè. De Almohaden gebruikten de inmiddels verlaten stad als necropolis. Halverwege de 14e eeuw verrijkte de Merinidische sultan Aboe l-Hasan de stad met enkele monumentale bouwwerken, waaronder een stadspoort (gedateerd op 1339). Latere Meriniden bouwden er nog een moskee, een zaouïa en koningsgraven, waaronder een graf voor Aboe l-Hasan.
Tijdens een zware aardbeving in de 18e eeuw raakten de overblijfselen van de stad zwaar beschadigd. Op de plaats waar vroeger Sala lag is nu Rabat gelegen, maar de naam Sala leeft nog voort in de stad Salè, een stad die al in de 11e eeuw werd gesticht en ommuurd was.